# 天王谷インターチェンジ
天王谷インターチェンジ（てんのうだにインターチェンジ）は、兵庫県神戸市兵庫区にある山麓バイパスの生田川方面のみの、ハーフインターチェンジである。このページでは同位置にある天王谷本線料金所についても述べる。

## 道路
・山麓バイパス

## 接続する道路
・国道428号

## 天王谷本線料金所

### ・西行き

#### ・本線
- ブース数：2
  - ETC専用：1
  - ETC/一般：1

#### ・出口
- ブース数：1
  - ETC/一般：1

### ・東行き

#### ・本線
- ブース数：2
  - ETC専用：1
  - ETC/一般：1

#### ・出口
- ブース数：1
  - ETC/一般：1

## 隣

### 西行き
雲雀ヶ丘出口←天王谷IC・本線料金所←布引JCT←二宮入口←国道2号出入口

### 東行き
雲雀ヶ丘入口→鵯入口→天王谷IC・本線料金所→三宮出口→生田川出口